# Eduardo Álvarez
Eduardo Mauricio Álvarez Vargas (Santa Cruz de la Sierra, 9 de abril de 2003) es un futbolista boliviano. Juega como defensa en Totora Real Oruro de la Primera División de Bolivia.

## Trayectoria

### Inicios en Royal Pari (2022-2024)
En marzo de 2022 es cedido a préstamo a Royal Pari.
Debutó en primera división a los 19 años, el 9 de abril de 2022 en la victoria 5 a 1 ante Independiente Petrolero y marcando el primer gol de su equipo al minuto 59. Luego se establecería en el once definitivamente, totalizando veintinueve encuentros como titular.

### Nacional Potosí
En agosto de 2024 Nacional Potosí consigue hacerse con su fichaje.

## Selección nacional

### Categorías juveniles
Participó en el Sudamericano Sub-17 de 2019 y el Sudamericano Sub-20 de 2023.
En 2024 volvió a ser convocado para jugar el Preolímpico Sudamericano de 2024.
| Torneo                                  | Sede      | Resultado    | Partidos | Goles |
| --------------------------------------- | --------- | ------------ | -------- | ----- |
| Sudamericano Sub-17 de 2019             | Perú      | Primera fase | 4        | 0     |
| Sudamericano Sub-20 de 2023             | Colombia  | Primera fase | 4        | 0     |
| Preolímpico Sudamericano Sub-23 de 2024 | Venezuela | Primera fase | 1        | 0     |

## Clubes
| Club              | País    | Año         |
| ----------------- | ------- | ----------- |
| Royal Pari        | Bolivia | 2022 - 2024 |
| Nacional Potosí   | Bolivia | 2024        |
| Totora Real Oruro | Bolivia | 2025 -      |

## Vida personal
Eduardo tiene doce hermanos, de los cuáles Gilbert, William y Sebastián también son futbolistas profesionales.